# جوادالوب كامبانور تابيا
جوادالوب كامبانور تابيا (1986 شيران - 2018 م) هي ناشطة مكسيكية في مجال حقوق البيئة، في عام 2018م تم تذكرها من قبل هيئة الأمم المتحدة للمرأة.

## أعمالها
في عام 2011 ساعدت جوادالوب في إزالة الحكومة المحلية وشاركت بنشاط في الأمن المحلي لحراسة غاباتها البلدية، كانت من بين قادة السكان الأصليين في شيران الذين رفعوا الوعي بالناس لحماية غاباتهم من قطع الأشجار غير القانوني، جعلها عملها شخصية مهمة في مجتمعها لكبار السن والأطفال والعمال.

## وفاتها
قُتِلت في تشيلتشوتا في ميتشوكان في المكسيك وذلك يوم 16 يناير 2018. تم العثور عليها مختنقة حتى الموت، ولا يزال المشتبه بهم مجهولون.

## روابط خارجية
- Guadalupe Campanur Tapia activista y defensora de los bosques en Michoacán، heroinas.net، 20 de enero de 2019